# 英陽金氏
英陽金氏（ヨンヤンギムし、영양김씨）は、朝鮮の氏族の一つ。本貫は慶尚北道英陽郡である。2015年の調査では、8,779人である。
始祖は中国の唐の文官であり、日本に使者として派遣されたが難破し、新羅に帰化した金忠である。中国の汝南出身であるため、汝南の南という字を姓氏（南氏）として景徳王から与えられ南敏に改名したが、南敏の息子の錫中は元々の姓氏である金氏を使用して英陽郡に定着し、英陽金氏を創始した。

## 集姓村
- 慶尚北道永川市花山面蓮渓洞
- 慶尚北道奉化郡鳳城面外三里[2]